# Josefs Grab

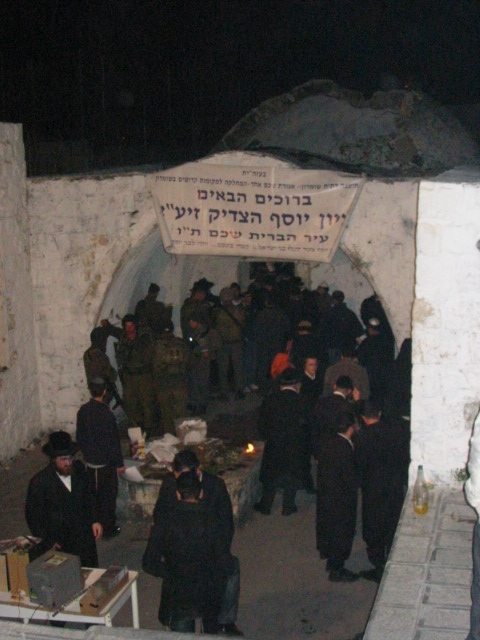
Chassidim bei der Wallfahrt zum Kever Josef, 2009

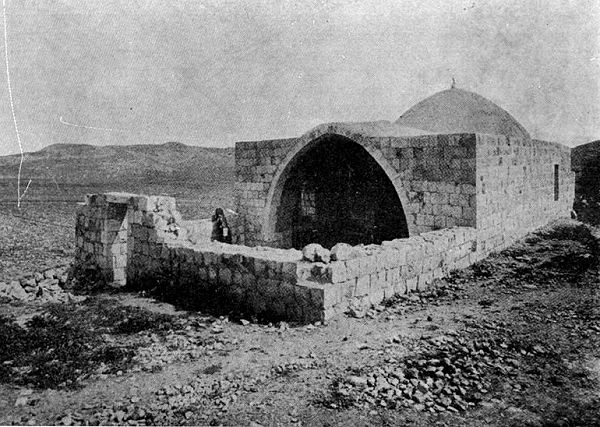
Josefs Grab kurz nach dem Jahr 1900

Josefs Grab (auch Josefsgrab, hebräisch קבר יוסף Kever Yosef; arabisch قبر يوسف, DMG Qabr Yūsuf) ist eine biblische Gedenkstätte am östlichen Zugang des Tals zwischen den Bergen Gerizim und Ebal, nördlich des Jakobsbrunnens am Stadtrand von Nablus im Westjordanland in der Nähe des biblischen Sichem.

## Bedeutung
Die Traditionen zum Josefsgrab reichen bis in das 4. Jahrhundert n. Chr. zurück. Es zählt zu den heiligsten Stätten im Judentum, wird aber auch von Samaritanern, Christen und Muslimen verehrt. So sollen hier der jüdische Stammvater Josef und seine Söhne Ephraim und Manasse begraben sein. Dem widerspricht die islamische Tradition, wonach der biblische Josef in Hebron begraben worden sein soll.

## Geschichte seit 1967
1967 wurde der Ort im Sechstagekrieg zusammen mit dem Westjordanland durch die israelische Armee erobert. Seit dem 12. Dezember 1995 gehört Nablus zum palästinensischen Autonomiegebiet. Im Interimsabkommen über das Westjordanland und den Gazastreifen wurde vereinbart, dass das Josefsgrab eine israelische Enklave bleibt. Trotzdem wurde der Ort Gegenstand gewaltsamer Proteste seitens von Palästinensern.
Am 7. Oktober 2000 belagerten palästinensische Demonstranten den stationierten Militärposten. Dieser alarmierte die israelische Luftwaffe, die die Demonstranten darauf aus Apache-Kampfhunschraubern beschoss. Die Menge löste sich jedoch nicht auf. Bewaffnete eröffneten ihrerseits das Feuer. Dabei starb ein israelischer Druse, der als Mitglied einer Grenzschutzeinheit dort Dienst leistete. Seine Leiche blieb zurück. Das Josefs Grab wurde darauf militärisch evakuiert.
Am 8. Oktober 2000, dem Vorabend vom Jom Kippur, wurde das Grab darauf verwüstet. Zwei Jahre später wurde es ebenfalls am Versöhnungstag fast völlig zerstört, ebenso im Februar und im Oktober 2003.
Am 24. April 2011 wurde ein Mitglied der Breslover Chassidim bei dem Versuch, das Josefs Grab aufzusuchen, von der palästinensischen Polizei getötet. Nach übereinstimmenden Berichten der palästinensischen Behörden sowie der israelischen Armee war die Gruppe religiöser Juden ohne Genehmigung in das palästinensische Autonomiegebiet bei Nablus gefahren. Bei dem Getöteten handelt es sich um den 24-jährigen Neffen der israelischen Bildungsministerin Limor Livnat, die mitteilte, dass sie „erschüttert über den mörderischen Anschlag“ auf die Besucher sei, wobei ihr Neffe „auf kaltblütige und abscheuliche Weise ermordet worden“ sei.
Am Morgen des 16. Oktober 2015 steckte eine Gruppe von etwa 100 Palästinensern die Grabstätte in Brand und beschädigte sie dadurch schwer. Noch vor Eintreffen von IDF-Truppen zerstreuten Sicherheitskräfte der Palästinensischen Autonomiebehörde die Aufständischen und löschten das Feuer.
Ende März 2019 erschossen israelische Soldaten zwei Palästinenser, als sie aus ihrem Fahrzeug Sprengsätze auf den Eingang des Josefs Grabs geworfen hatten.
In der Nacht zum 10. April 2022 haben mehrere Dutzend militante Palästinenser das Josefs Grab attackiert, den Grabstein zertrümmert und einen Brand gelegt.